# Главный вычислительный центр Госплана СССР
Гла́вный вычисли́тельный центр Госпла́на СССР — структурное подразделение Госплана СССР, осуществлявшее расчёты плановых показателей с помощью электронно-вычислительной техники. Существовал в 1959—1991 годах, один из предшественников Аналитического центра при Правительстве Российской Федерации. Известен работой над созданием Автоматизированной системы плановых расчётов (АСПР).

## История
В 1956 году член-корреспондент АН СССР И. С. Брук выступил на сессии Академии наук с предложениями о главных направлениях использования ЭВМ в экономике. После предложений Брука министерства и ведомства стали создавать свои вычислительные центры (ВЦ) для применения в экономических расчётах. Первым был Вычислительный центр Госплана СССР (ноябрь 1959 года). В 1960 году ВЦ Госплана передали в ведение Государственного научно-экономического совета (Госэкономсовета) при Совете Министров СССР. В 1962 году начальник ВЦ Госэкономсовета Н. И. Ковалёв предложил создать единую автоматизированную систему управления экономикой СССР. Первая очередь системы предусматривала создание сети из 30 ВЦ при госпланах союзных республик и крупных совнархозах, замкнутую на ВЦ Госэкономсовета. Судьба проекта Н. И. Ковалёва неизвестна. 
В 1963 году перспективное планирование вновь вернулось в Госплан. На основании постановления ЦК КПСС и СМ СССР от 21 мая 1963 года № 564 «Об улучшении руководства внедрением вычислительной техники и автоматизированных систем управления в народное хозяйство» были образованы Главный вычислительный центр (ГВЦ) Госплана СССР, Центральный экономико-математический институт РАН (ЦЭМИ) и НИИ по проектированию вычислительных центров и систем экономической информации (НИИ ЦСУ СССР). В сентябре того же года зам. начальника ГВЦ Н. Е. Кобринский был поставлен во главе первой рабочей комиссии, которой предстояло разработать концепцию Единой государственной сети вычислительных центров (ЕГСВЦ), которую впервые в мире предложил в своей брошюре «Электронные цифровые машины» А.И. Китов в 1958 году. Впоследствии идея ЕГСВЦ трансформировалась в Общегосударственную автоматизированную систему учёта и обработки информации (ОГАС).
В 1991 году ГВЦ был преобразован в Центр экономической конъюнктуры и прогнозирования при Министерстве экономики РФ (его возглавил зам. начальника ГВЦ Я. М. Уринсон), затем в 1993 году в Центр экономической конъюнктуры при Правительстве РФ. В 2005 году Центр объединён с Рабочим центром экономических реформ, и на их основе создан Аналитический центр при Правительстве РФ.
В 1995—2001 годах штаб-квартира политической партии «Наш дом — Россия» (НДР) под председательством Премьер-министра РФ В.С.Черномырдина.

## Начальники
- 1959-1960 — Раковский, Михаил Евгеньевич
- 1961-1971 — Ковалёв, Николай Иванович
- 1971-1981 — Лебединский, Николай Павлович
- 1981-1984 — Коссов, Владимир Викторович
- 1984-1990 — Безруков, Владимир Борисович
- 1990-1991 — Барышников Н. Н.

## Деятельность
С начала 1970-х годов ГВЦ под руководством своего начальника Н. П. Лебединского занимался формированием Автоматизированной системы плановых расчётов (АСПР). В основе АСПР была заложена отечественная экономико-математическая модель межотраслевого баланса, разработанная учёными НИЭИ Госплана во главе с А. Н. Ефимовым и удостоенная в 1968 году Государственной премии СССР. К 1985 году были задействованы две очереди АСПР, что позволило впервые в практике Госплана сделать плановые проектировки многовариантными.
В 1988 году сотрудник ГВЦ Д. Н. Лозинский создал первую советскую антивирусную программу «Aidstest».

## Галерея
|                                                                        |  |  |  |
| Здание Главного вычислительного центра на проспекте Академика Сахарова |  |  |  |